# Aransas Pass
Aransas Pass é uma cidade localizada no estado norte-americano de Texas, no Condado de Aransas e Condado de Nueces e Condado de San Patricio.

## Demografia
Segundo o censo norte-americano de 2000, a sua população era de 8138 habitantes. 
Em 2006, foi estimada uma população de 8960, um aumento de 822 (10.1%).

## Geografia
De acordo com o United States Census Bureau tem uma área de 
134,3 km², dos quais 27,8 km² cobertos por terra e 106,5 km² cobertos por água. Aransas Pass localiza-se a aproximadamente 4 m acima do nível do mar.

## Localidades na vizinhança
O diagrama seguinte representa as localidades num raio de 16 km ao redor de Aransas Pass. 